# 스포르트 헤시피

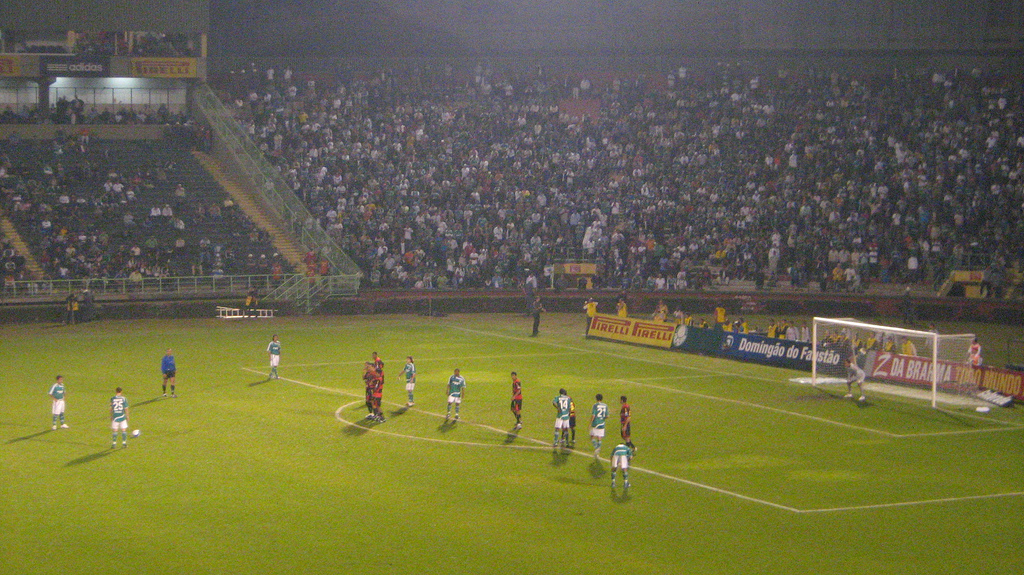
2007년 세리이 A에서의 스포르트 헤시피와 파우메이라스의 경기

스포르트 클루브 두 헤시피(Sport Club do Recife, 포르투갈어 발음: [ˈspɔɾti ˈklub du ʁeˈsifi])는 브라질 페르남부쿠주 헤시피의 축구 클럽으로, 1905년 5월 13일 영국 케임브리지 대학교 출신 길례르미 지 아키누 폰세카에 의해 창단되었다. 헤시피에서는 스포르트, 브라질 북부에서는 스포르트 헤시피로 알려져 있다. 현재 캄페오나투 브라질레이루 세리이 B와 페르남부쿠 주리그 캄페오나투 페르남부카누에 참가하고 있다.
스포르트 헤시피는 브라질 축구 협회가 주관하는 대회에서 전국 대회 3차례, 지역 대회 3차례를 우승하였다. 1987년 캄페오나투 브라질레이루 세리이 A, 그리고 2008년에 코파 두 브라지우에서 우승하였다.
이 클럽은 여자 축구팀 또한 운영하고 있으며, 축구 이외에 조정, 수영, 하키, 농구, 풋살, 배구, 탁구, 태권도, 유도, 육상 등 여러 스포츠 종목 도 운영하고 있다.
스포르트 헤시피의 라이벌은 연고지 헤시피를 공유 하는 나우치쿠와 산타크루스 FC이다. 나우치쿠와의 더비는 클라시쿠 두스 클라시쿠스(포르투갈어:  Clássico dos Clássicos, 더비 중의 더비)라 불리며, 브라질에서 세번째로 오래된 더비 경기이다. 산타크루스와의 더비는 클라시쿠 다스 물치동이라 불린다.

## 역사

### 초창기: 1900년대 ~ 1940년대

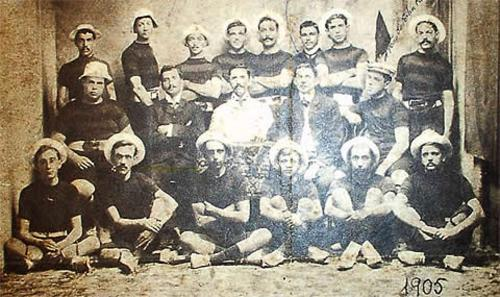
1905년 스포르트 헤시피 선수단

스포르트 클루브 두 헤시피는 1905년 5월 13일, 페르남부쿠주의 무역 종업원 조합(포르투갈어: Associação dos Empregados do Comércio)의 23인에 의해서 설립되었다. 그 중에서 영국 케임브리지 대학교에서 공학을 전공한 페르남부쿠의 부유 계층 길례르미 지 아키누 폰세카가 큰 역할을 하였다. 스포르트 헤시피는 페르남부쿠 주 최초의 축구팀으로 기록되었다. 1905년 스포르트 헤시피는 잉글리쉬 일레븐 FC라는 팀과 공식적인 첫 경기를 가졌다. 1916년 페르남부쿠 주 리그 캄페오나투 페르남부카누가 창설되었으며, 스포르트 헤시피가 대회 최초 두 시즌의 챔피언이 되었다.

### 군사 정권 시대: 1950년대 ~ 1970년대

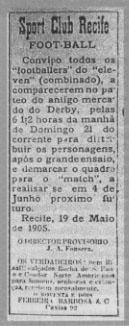
스포르트 헤시피 경기 초청권

1955년 스포르트 헤시피는 캄페오나투 페르남부카누에서 우승을 차지하며, 그들의 창단 50주년을 자축하였다.
1978년 페르남부쿠 축구 협회와 논쟁을 빚고, 해당 시즌 캄페오나투 페르남부카누에 불참하였다.

### 전국 리그 챔피언: 1980년대 ~ 1990년대
1987년 캄페오나투 브라질레이루 세리이 A에서 스포르트 헤시피가 구단 역사상 최초의 전국 리그 타이틀을 거머쥐었다. 이 대회 4강전에서 방구 AC를 종합 스코어 5-4로 누르고 다음 라운드에 진출하였으며, 결승전에서 구아라니 FC를 종합 스코어 3-2로 꺾고 우승을 차지하였다. 세리이 A에서 우승하면서, 1988년 코파 리베르타도레스에 진출하게 되었으나, 특별한 성적을 거두지는 못하였다.
1990년 스포르트 헤시피는 캄페오나투 브라질레이루 세리이 B 최종전에서 아틀레치쿠 파라나엔시를 넘어서고 우승을 차지하였다. 같은 해 지바니우두 올리베이라의 지도 아래 첫 코파 두 노르데스치 우승을 차지하기도 하였다.

### 21세기의 스포르트 헤시피: 2000년대 ~ 현재
2000년 코파 두 노르데스치에서의 두번째 우승을 차지하였다. 2006년 캄페오나투 브라질레이루 세리이 B에서의 5년간의 활동을 마무리 짓고, 이듬해 세리이 A로 승격하게 되었다. 당시 스포르트 헤시피는 구단 최대 라이벌 나우치쿠 카피바리비와 승점이 동률이었으나, 득실차로 2위를 기록하며 승격에 성공한 것이었다.
2008년 스포르트 헤시피는 SC 코린치앙스 파울리스타를 꺾고 코파 두 브라지우에서 우승을 차지한 최초의 브라질 북동부 클럽으로 기록되었다. 이 후 2009년 코파 리베르타도레스에 진출할 수 있게 되었으며, 에콰도르의 LDU 키토, 칠레의 콜로-콜로, 그리고 SE 파우메이라스와 한 조로 묶였다. 스포르트 헤시피는 조별 리그에서 1위로 진출하는 데에 성공하였으나, 16강에서 재회한 파우메이라스에게 승부차기 끝에 패배하여 탈락하였다. 2009년에는 세리이 A에서도 좋은 성적을 거두지 못했고, 세리이 B로 다시 강등되었다.
2011년 세리이 B에서 다시 승격을 성공시켰다. 2013년 코파 수다메리카나에 참가하게 되었으며, 파라과이의 클루브 리베르타드에 의해 탈락하게 되었다. 2014년에는 코파 두 노르데스치에서의 세번째 우승을 차지하였고, 캄페오나투 페르남부카누에서도 40번째 우승을 성공시켰다.

## 수상

### 국내
- 캄페오나투 브라질레이루 세리이 A
  - 우승 (1회) : 1987
- 캄페오나투 브라질레이루 세리이 B
  - 우승 (1회) : 1990
- 코파 두 브라지우
  - 우승 (1회) : 2008
- 코파 두 노르데스치
  - 우승 (3회) : 1994, 2000, 2014

### 주리그
- 캄페오나투 페르남부쿠
  - 우승 (42회) : 1916, 1917, 1920, 1923, 1924, 1925, 1928, 1938, 1941, 1942, 1943, 1948, 1949, 1953, 1955, 1956, 1958, 1961, 1962, 1975, 1977, 1980, 1981, 1982, 1988, 1991, 1992, 1994, 1996, 1997, 1998, 1999, 2000, 2003, 2006, 2007, 2008, 2009, 2010, 2014, 2017, 2019

- 코파 페르남부쿠
  - 우승 (3회) : 1998, 2003, 2007

## 선수 명단

### 현역
참고: FIFA 자격 규정에 따라 소속된 국가대표팀 국기를 표시합니다. 선수는 복수의 FIFA 비회원국 국적을 가지고 있을 수 있습니다.
| 번호 | 포지션 | 국적     | 이름                |
| ---- | ------ | -------- | ------------------- |
| 2    | DF     |          | 레오넬 디 플라시도  |
| 27   | MF     | 포르투갈 | 세르지우 올리베이라 |

| 번호 | 포지션 | 국적 | 이름                |
| ---- | ------ | ---- | ------------------- |
| 59   | FW     |      | 크리스티안 오르티스 |

## 역대 감독
| 감독                            | 임기        |
| ------------------------------- | ----------- |
| 아르투르 베르나르지스           | 1991        |
| 히카르두 고메스                 | 1999        |
| 아지우송 지아스 바치스타        | 2005        |
| 네우시뉴 바프치스타             | 2007 ~ 2009 |
| 토니뉴 세레주                   | 2010        |
| 와우데마르 레무스 지 올리베이라 | 2012        |
| 오즈와우두 지 올리베이라        | 2016        |
| 반데를레이 루솀부르구           | 2017        |

틀:스포르트 헤시피 선수 명단